# Caridina troglodytes
Caridina troglodytes е вид десетоного от семейство Atyidae.

## Разпространение
Видът е разпространен в Папуа Нова Гвинея.